# Habenaria subauriculata
Habenaria subauriculata är en orkidéart som beskrevs av Benjamin Lincoln Robinson och Jesse More Greenman. Habenaria subauriculata ingår i släktet Habenaria och familjen orkidéer. Inga underarter finns listade i Catalogue of Life.